# Aphytis
Aphytis é um género de vespas pertencente à superfamília chalcidoidea da família aphelinidae. Os membros deste género são muito pequenos medindo entre dois a três milímetros de comprimento e são na sua maioria de cor preta ou amarela e asas transparentes. As larvas são parasitas de outros insectos. Existem cerca de 130 espécies.

## Espécies
- Aphytis aberrans  Prinsloo & Neser, 1994
- Aphytis abnormis  Howard, 1881
- Aphytis acalcaratus  Ren Hui, 1988
- Aphytis acrenulatus  DeBach & Rosen, 1976
- Aphytis acutaspidis  Rosen & DeBach, 1979
- Aphytis africanus  Quednau, 1964
- Aphytis alami  Agarwal, 1964
- Aphytis albus  Li & Yang, 2004
- Aphytis aligarhensis  Hayat, 1998
- Aphytis amazonensis  Rosen & DeBach, 1979
- Aphytis angeloni  Alec Arsène Girault, 1932
- Aphytis angustus  Compere, 1955
- Aphytis anneckei  DeBach & Rosen, 1976
- Aphytis anomalus  Compere, 1955
- Aphytis antennalis  Rosen & DeBach, 1979
- Aphytis aonidiae  Mercet, 1911
- Aphytis argenticorpus  Rosen & DeBach, 1979
- Aphytis australiensis  DeBach & Rosen, 1976
- Aphytis azai  Abd-Rabou, 2004
- Aphytis bangalorensis   Rosen & DeBach, 1986
- Aphytis bedfordi   Rosen & DeBach, 1979
- Aphytis benassyi   Fabres, 1978
- Aphytis breviclavatus  Huang, 1994
- Aphytis capensis  DeBach & Rosen, 1976
- Aphytis capillatus  Howard, 1907
- Aphytis caucasicus  Chumakova, 1964
- Aphytis cercinus  Compere, 1955
- Aphytis chilensis  Howard, 1900
- Aphytis chionaspis  Ren Hui, 1988
- Aphytis chrysomphali  Mercet, 1912
- Aphytis ciliatus  Dodd, 1917
- Aphytis cochereaui  DeBach & Rosen 1976
- Aphytis coheni  DeBach, 1960
- Aphytis columbi  Alec Arsène Girault, 1932
- Aphytis comperei  DeBach & Rosen, 1976
- Aphytis confusus  DeBach & Rosen, 1976
- Aphytis cornuaspis  Huang, 1994
- Aphytis costalimai  Gomes 1942
- Aphytis cylindratus  Compere, 1955
- Aphytis dealbatus  Compere, 1955
- Aphytis debachi  Azim, 1963
- Aphytis densiciliatus  Huang, 1994
- Aphytis desantisi  DeBach & Rosen, 1976
- Aphytis diaspidis  Howard, 1881
- Aphytis elongatus  Huang, 1994
- Aphytis equatorialis  Rosen & DeBach, 1979
- Aphytis erythraeus  Silvestri, 1915
- Aphytis fabresi  DeBach & Rosen, 1976
- Aphytis faurei  Annecke, 1964
- Aphytis fioriniae  Rosen & Rose, 1989
- Aphytis fisheri  DeBach, 1959
- Aphytis funicularis  Compere, 1955
- Aphytis gordoni  DeBach & Rosen, 1976
- Aphytis griseus  Quednau, 1964
- Aphytis haywardi  De Santis, 1948
- Aphytis hispanicus  Mercet, 1912
- Aphytis holoxanthus  DeBach, 1960
- Aphytis huidongensis  Huang, 1994
- Aphytis hyalinipennis  Rosen & DeBach, 1979
- Aphytis ignotus  Compere, 1955
- Aphytis immaculatus  Compere, 1955
- Aphytis japonicus  DeBach & Azim, 1962
- Aphytis keatsi  Alec Arsène Girault, 1919
- Aphytis landii  Rosen & DeBach, 1986
- Aphytis lepidosaphes  Compere, 1955
- Aphytis liangi  Huang, 1994
- Aphytis libanicus  Traboulsi, 1969
- Aphytis limonus  Rust, 1915
- Aphytis lindingaspis  Huang, 1994
- Aphytis lingnanensis  Compere, 1955
- Aphytis longicaudus   Rosen & DeBach, 1979
- Aphytis luteus  Ratzeburg, 1852
- Aphytis maculatipennis  Dozier, 1933
- Aphytis maculatipes  Alec Arsène Girault, 1917
- Aphytis maculatus  Shafee, 1970
- Aphytis maculicornis  Masi, 1911
- Aphytis mandalayensis  Rosen & DeBach, 1979
- Aphytis manii  Hayat, 1998
- Aphytis margaretae  DeBach & Rosen, 1976
- Aphytis mashae  Myartseva, 2004
- Aphytis matruhi  Abd-Rabou, 2004
- Aphytis mazalae  DeBach & Rosen, 1976
- Aphytis melanostictus  Compere, 1955
- Aphytis melinus  DeBach, 1959
- Aphytis merceti  Compere, 1955
- Aphytis mimosae  DeBach & Rosen, 1976
- Aphytis minutissimus  Alec Arsène Girault, 1913
- Aphytis moldavicus  Yasnosh, 1966
- Aphytis mytilaspidis  Le Baron, 1870
- Aphytis neuter  Yasnosh & Myartseva, 1971
- Aphytis newtoni  Alec Arsène Girault, 1913
- Aphytis nigripes  Compere, 1936
- Aphytis notialis  de Santis, 1965
- Aphytis noumeaensis  Howard, 1907
- Aphytis obscurus  DeBach & Rosen, 1976
- Aphytis opuntiae  Mercet, 1912
- Aphytis paramaculicornis   DeBach & Rosen, 1976
- Aphytis peculiaris  Alec Arsène Girault, 1932
- Aphytis perissoptroides  Alec Arsène Girault, 1915
- Aphytis perplexus  Rosen & DeBach, 1979
- Aphytis philippinensis  DeBach & Rosen, 1976
- Aphytis phoenicis  DeBach & Rosen, 1976
- Aphytis pilosus  DeBach & Rosen, 1976
- Aphytis pinnaspidis  Rosen & DeBach, 1979
- Aphytis proclia  Walker, 1839
- Aphytis punctaticorpus  Alec Arsène Girault, 1917
- Aphytis quadraspidioti  Li, 1996
- Aphytis riyadhi  DeBach, 1979
- Aphytis rolaspidis  DeBach & Rosen, 1976
- Aphytis roseni  DeBach & Gordh, 1974
- Aphytis ruskini  Alec Arsène Girault, 1915
- Aphytis salvadorensis  Rosen & DeBach, 1979
- Aphytis sankarani  Rosen & DeBach, 1986
- Aphytis secundus  Compere, 1936
- Aphytis sensorius  DeBach & Rosen, 1976
- Aphytis setosus  DeBach & Rosen, 1976
- Aphytis simmondsiae  DeBach, 1984
- Aphytis simplex  Zehntner, 1897
- Aphytis stepanovi  Yasnosh, 1995
- Aphytis taylori  Quednau, 1964
- Aphytis testaceus  Chumakova, 1961
- Aphytis theae  Cameron, 1891
- Aphytis transversus  Huang, 1994
- Aphytis tucumani  Rosen & DeBach, 1979
- Aphytis ulianovi  Alec Arsène Girault, 1932
- Aphytis unaspidis  Rose & Rosen, 1991
- Aphytis unicus  Huang, 1994
- Aphytis vandenboschi  DeBach & Rosen, 1976
- Aphytis vastus  Prinsloo & Neser, 1994
- Aphytis vittatus  Compere, 1925
- Aphytis wallumbillae  Alec Arsène Girault, 1924
- Aphytis yanonensis  DeBach & Rosen, 1982
- Aphytis yasumatsui  Azim, 1963